# Прапор Харцизька
Прапор Харцизька — міський герб Харцизька затверджений рішенням міської ради від 20 квітня 2005 року.
Прапор має квадратну форму. Зелений колір поля символізує надію, достаток, свободу та радість. У поєднанні з перехрестям зелене поле щита символізує зелений луг, по якому проходять дві пересічні дороги, де виникло місто.